# Gonomyia (Paralipophleps) wirthiana
Gonomyia (Paralipophleps) wirthiana is een tweevleugelige uit de familie steltmuggen (Limoniidae). De soort komt voor in het Neotropisch gebied.